# Mo Williams
Pour les articles homonymes, voir Williams.
Maurice « Mo » Williams, né le 19 décembre 1982 à Jackson au Mississippi, est un joueur américain de basket-ball évoluant au poste de meneur.
Il obtient une sélection au NBA All-Star Game 2009 et est champion NBA en 2016 avec Cleveland.

## Biographie
Après une carrière universitaire en Alabama, il est choisi au deuxième tour de la draft 2003 par la franchise du Jazz de l'Utah. Après une saison dans l'Utah, il signe comme agent libre avec les Bucks de Milwaukee. Là, il profite de la blessure du jeune meneur de jeu T.J. Ford pour se faire remarquer.
D'abord remplaçant il devient titulaire en 2006, quand T.J. Ford est transféré aux Raptors de Toronto (en échange de l'ailier fort Charlie Villanueva).
En juillet 2007, il signe un nouveau contrat avec les Bucks, s'engageant pour six ans.

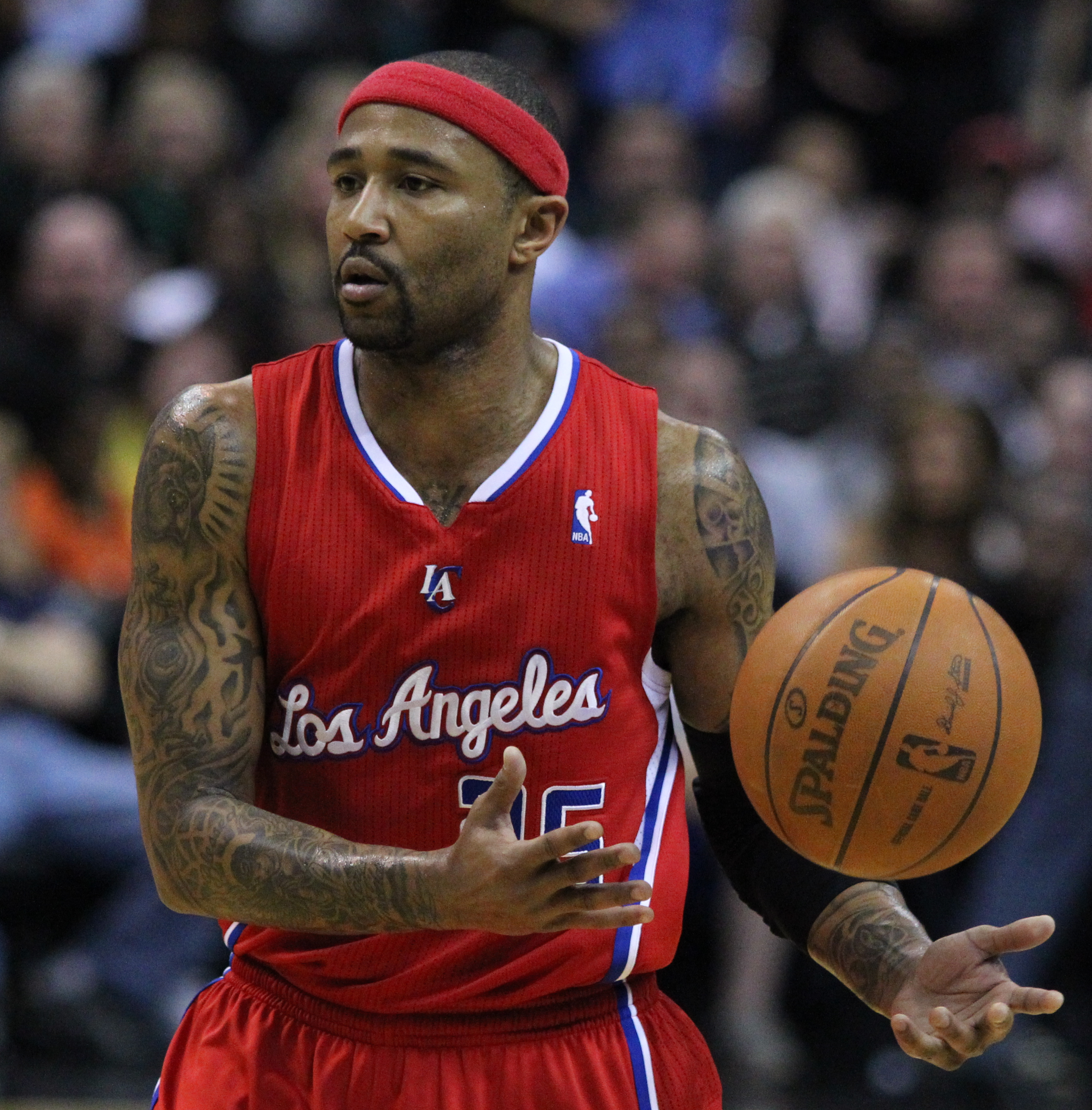
Williams avec les Clippers

Il est transféré le 15 août 2008 dans un échange à trois équipes qui l'envoie aux Cavaliers de Cleveland où il rejoint LeBron James, en échange de Luke Ridnour et de Damon Jones. Dès sa première année à Cleveland, il obtient une sélection au All-Star Game ou il marque 12 points, fait 5 passes et captes 2 rebonds en 16 minutes.
Le 24 février 2011, il fait partie d'un échange qui l'envoie aux Clippers de Los Angeles en compagnie de Jamario Moon contre Baron Davis.
Le 8 août 2013, Mo Williams s'engage avec les Blazers de Portland pour deux saisons et 6,5 millions de dollars.
Le 30 juillet 2014, Il signe avec les Timberwolves du Minnesota pour 1 an et 3,75 millions de dollars.
Le 13 janvier 2015, il bat son record de points en carrière avec 52 unités à 19 sur 33 aux tirs et le record de points sur un match dans l'histoire des Timberwolves lors de la victoire des siens 110 à 102 chez les Pacers d'Indiana. C'est la troisième fois de sa carrière qu'il marque 40 points ou plus.
Le 10 février 2015, les Timberwolves du Minnesota l'envoient aux Hornets de Charlotte en compagnie de Troy Daniels contre Gary Neal et un second tour de draft.
Le 6 juillet 2015, il retourne aux Cavaliers de Cleveland et signe un contrat de deux ans et 4,3 millions de dollars, il deviendra champion de la conférence Est avec les Cavaliers de Cleveland et champion NBA à la suite de la victoire en finale face aux Warriors de Golden State lors de la saison 2015-2016.
Le 6 janvier 2017, Mo est envoyé avec Mike Dunleavy Jr. chez les Hawks d'Atlanta en échange de Kyle Korver.

## Palmarès

### NBA
- Champion NBA en 2016 avec les Cavaliers de Cleveland.

### Distinctions personnelles
- Sélectionné au NBA All-Star Game 2009 à Phoenix[1].

## Statistiques

### Universitaires
Les statistiques de Mo Williams en matchs universitaires sont les suivantes :
| Année     | Équipe   | Matches | Titul. | Min./m. | %tir | %3pts | %l-f | rbds/m. | pass/m. | int/m. | ctr/m. | pts/m. |
| --------- | -------- | ------- | ------ | ------- | ---- | ----- | ---- | ------- | ------- | ------ | ------ | ------ |
| 2001-2002 | Alabama  | 35      | 35     | 32,0    | 37,6 | 26,2  | 85,7 | 3,9     | 4,5     | 1,7    | 0,1    | 10,4   |
| 2002-2003 | Alabama  | 29      | 29     | 35,8    | 43,1 | 31,7  | 83,8 | 3,9     | 3,9     | 1,2    | 0,2    | 16,4   |
| Carrière  | Carrière | 64      | 64     | 33,7    | 40,5 | 29,4  | 84,7 | 3,9     | 4,2     | 1,5    | 0,1    | 13,1   |

## Records sur une rencontre en NBA
Les records personnels de Mo Williams en NBA sont les suivants, :
| Type de statistique        | Saison régulière | Saison régulière         | Saison régulière | Playoffs | Playoffs           | Playoffs      |
| Type de statistique        | Record           | Adversaire               | Date             | Record   | Adversaire         | Date          |
| -------------------------- | ---------------- | ------------------------ | ---------------- | -------- | ------------------ | ------------- |
| Points                     | 52               | @ Pacers de l'Indiana    | 13 janvier 2015  | 24       | 2 fois             | 2 fois        |
| Paniers marqués            | 19               | @ Pacers de l'Indiana    | 13 janvier 2015  | 9        | 2 fois             | 2 fois        |
| Paniers tentés             | 33               | @ Pacers de l'Indiana    | 13 janvier 2015  | 21       | 2 fois             | 2 fois        |
| Paniers à 3 points réussis | 7                | 4 fois                   | 4 fois           | 6        | Magic d'Orlando    | 28 mai 2009   |
| Paniers à 3 points tentés  | 13               | @ Celtics de Boston      | 27 février 2015  | 11       | @ Bulls de Chicago | 22 avril 2010 |
| Lancers francs réussis     | 12               | Heat de Miami            | 9 janvier 2008   | 8        | 2 fois             | 2 fois        |
| Lancers francs tentés      | 13               | Heat de Miami            | 18 mars 2008     | 9        | @ Magic d'Orlando  | 26 mai 2009   |
| Rebonds offensifs          | 4                | 2 fois                   | 2 fois           | 3        | 2 fois             | 2 fois        |
| Rebonds défensifs          | 10               | 2 fois                   | 2 fois           | 5        | 4 fois             | 4 fois        |
| Rebonds totaux             | 11               | Heat de Miami            | 20 décembre 2006 | 7        | 2 fois             | 2 fois        |
| Passes décisives           | 15               | @ Bulls de Chicago       | 28 décembre 2007 | 10       | Bulls de Chicago   | 17 avril 2010 |
| Interceptions              | 6                | @ Bobcats de Charlotte   | 6 janvier 2008   | 2        | 7 fois             | 7 fois        |
| Contres                    | 4                | Hawks d'Atlanta          | 2 avril 2010     | 2        | 2 fois             | 2 fois        |
| Balles perdues             | 9                | Heat de Miami            | 3 février 2007   | 5        | 3 fois             | 3 fois        |
| Minutes jouées             | 51               | @ Cavaliers de Cleveland | 17 décembre 2007 | 47       | @ Magic d'Orlando  | 26 mai 2009   |

- Double-double : 63 (dont 1 en playoffs)
- Triple-double : 1

## Salaires
| Année       | Équipe                    | Salaire      |
| ----------- | ------------------------- | ------------ |
| 2003-2004   | Jazz de l'Utah            | 366 931 $    |
| 2004-2005   | Bucks de Milwaukee        | 1 600 000 $  |
| 2005-2006   | Bucks de Milwaukee        | 1 760 000 $  |
| 2006-2007   | Bucks de Milwaukee        | 1 920 000 $  |
| 2007-2008   | Bucks de Milwaukee        | 7 750 000 $  |
| 2008-2009   | Cavaliers de Cleveland    | 8 353 000 $  |
| 2009-2010   | Cavaliers de Cleveland    | 8 860 000 $  |
| 2010-2011   | Clippers de Los Angeles   | 9 300 000 $  |
| 2011-2012*  | Clippers de Los Angeles   | 8 500 000 $  |
| 2012-2013   | Jazz de l'Utah            | 8 500 000 $  |
| 2013-2014   | Trail Blazers de Portland | 2 652 000 $  |
| Total Gains | Total Gains               | 59 561 931 $ |
| 2014-2015   | Trail Blazers de Portland | 2 771 340 $  |

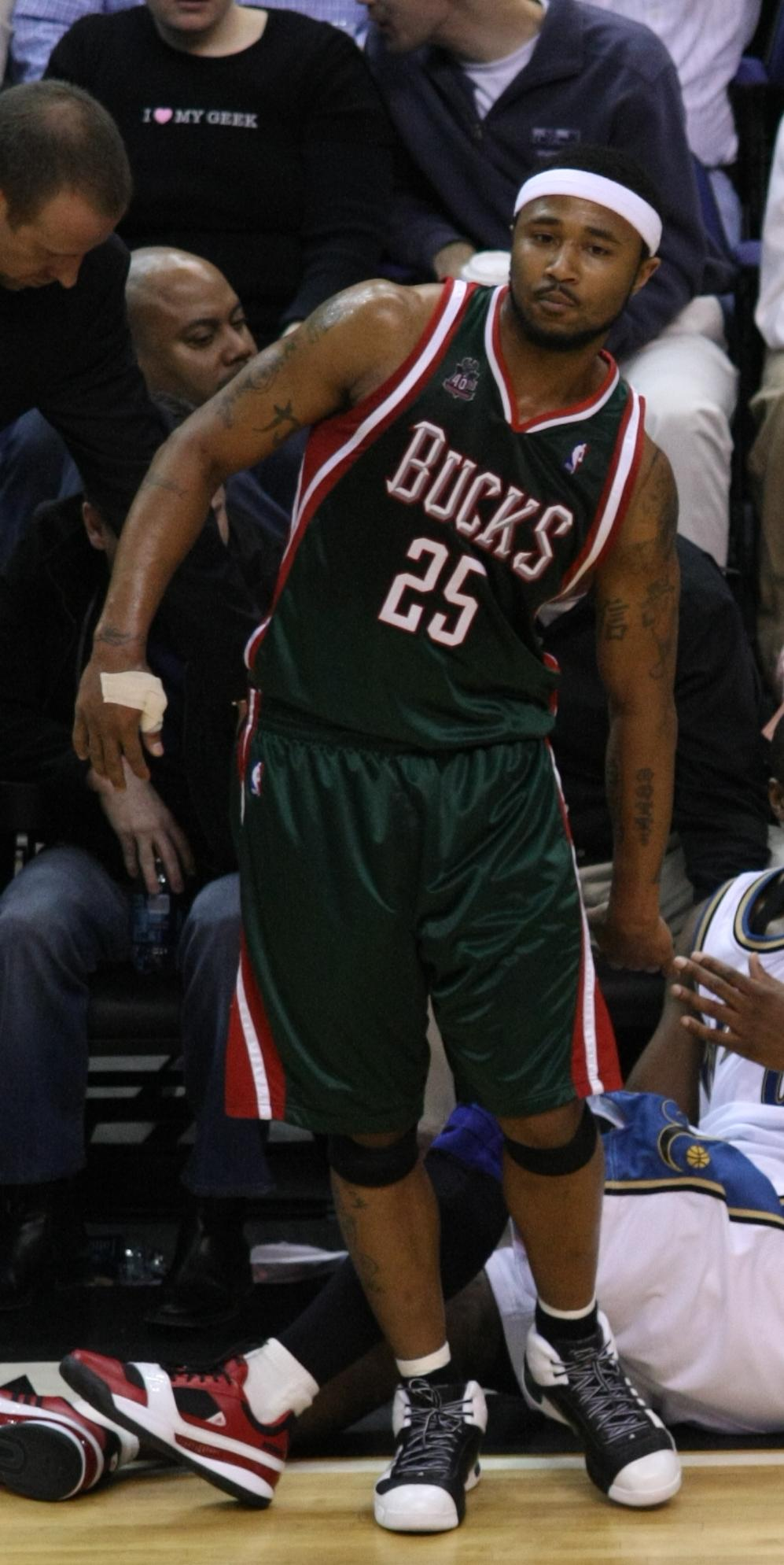
Mo Williams en avril 2008.

Note : * En 2011, le salaire moyen d'un joueur évoluant en NBA est de 5 150 000 $.